# Кукари
Кука́ри (рос. Кукары, чув. Кăкар) — присілок у складі Цівільського району Чувашії, Росія. Входить до складу Ігорварського сільського поселення.
Населення — 41 особа (2010; 54 у 2002).
Національний склад:
- чуваші — 100 %